# Lomonossow-Rücken
Der Lomonossow-Rücken ist ein etwa 1800 km langer ozeanischer Rücken im Arktischen Ozean. Er verläuft von den Neusibirischen Inseln über den mittleren Teil des Ozeans unter dem geographischen Nordpol bis zur Ellesmere-Insel nahe Grönland. Die Breite des Rückens schwankt zwischen 60 und 200 km. Er ragt 3300 bis 3700 m über den Meeresgrund auf. Die geringste Tiefe des Rückens beträgt 954 m.

## Entdeckung und Erforschung
Der Lomonossow-Rücken wurde im Jahr 1948 von einer sowjetischen Expedition entdeckt und nach Michail Lomonossow benannt.
Nach durch Bohrungen gewonnenen aktuellen Erkenntnissen handelt es sich beim Lomonossow-Rücken nicht um einen ozeanischen Tiefseerücken und damit Teil einer Ozeanischen Platte wie beispielsweise der Mittelatlantische Rücken, sondern um einen von den Kontinenten abgetrennten Teil der Kontinentalen Erdkruste und damit Teil einer kontinentalen Platte. Als Ursache für die Abtrennung vermuten Wissenschaftler die Bildung des Gakkelrückens, der ein ozeanischer Rücken ist.

## Geologie
Eine Expedition der britischen Geological Society entnahm dem Lomonossow-Rücken 2017 mit Hilfe eines Bohrschiffs an zwei verschiedenen Positionen mehrere Gesteinsproben aus einer Wassertiefe von zwei bis dreieinhalb Kilometern. Das Material enthielt überwiegend Sedimente, die vor etwa 470 Millionen Jahren unter dem Einfluss von Grünschiefer standen, wie eine Kalium-Argon-Datierung von detritischen Muskovit-Einzelkörnern ergab. Die Wissenschaftler leiteten daraus ab, dass das Gebirge im mittleren Ordovizium entstand, was zu Faltungsprozessen auf der nördlichen Ellesmere-Insel, auf Spitzbergen und anderen Teilen des kaledonischen Gürtels passen würde. Die Zirkon-geochronologische Untersuchung ergab, dass die Sedimente aus dem älteren bis mittleren Proterozoikum stammten, wobei besonders viel Material auf ein Alter von ca. 1,6 Milliarden Jahre bestimmt wurde, was der Datierung ähnlicher Gesteine aus dem östlichen Grönland, Nord-Norwegen, Estland und der russischen Arktis-Insel Nowaja Semlja  entspricht. Eine zweite Bohrung förderte Sand- und Schluffgestein, das ebenfalls auf das ältere Proterozoikum datiert wurde, mit einigen Zirkonen aus dem Archaikum. Aufgrund der Analyse einer Kruste aus Ferromangan auf allen Sedimenten gingen die Wissenschaftler davon aus, dass der Meeresboden im Miozän (vor fünf bis ca. zwanzig Millionen Jahren) angehoben und erodiert wurde. Die Forscher zogen das Fazit, dass der Lomonossow-Rücken im Zuge einer größeren geologischen Auffaltung vor 470 Millionen Jahren entstand, die sich von Schottland und Nordskandinavien über Spitzbergen, den Nordpol und das nördliche Ellesmere bis zur Tschuktschen-Halbinsel erstreckte.

## Gebietsansprüche der Arktis-Anrainerstaaten

### Russland
Zu Beginn des 21. Jahrhunderts zog die geologische Struktur des Rückens die internationale Aufmerksamkeit auf sich, da Russland im Dezember 2001 eine Eingabe an die UN gemäß Artikel 76 Paragraph 8 des UN Seerechtsübereinkommens machte. Darin schlug Russland eine neue Grenze des russischen Kontinentalschelfs jenseits der 200-Meilen-Zone, aber innerhalb des Russischen Arktissektors, vor. Das in der Eingabe beanspruchte Gebiet erstreckt sich über einen großen Teil der Arktis inklusive des Nordpols. Eines der angeführten Argumente war, dass der Lomonossow-Rücken und der Mendelejew-Rücken Erweiterungen des Eurasischen Kontinents seien. Im Jahr 2002 haben die UN den russischen Vorschlag weder abgelehnt noch angenommen, sondern weitere Forschungen gefordert. Im Juni desselben Jahres behaupteten russische Wissenschaftler, der Lomonossow-Rücken sei eine Erweiterung des russischen Territoriums. Daher schickte eine russische Expedition Ende Juli 2007 einen Eisbrecher und zwei Mini-U-Boote Mir-I und Mir-II zur Erkundung in die Tiefe.
Russische Wissenschaftler verankerten in einer Meerestiefe von 4.261 Meter (14.000 Fuß) eine rostfreie russische Flagge aus Titan als symbolisches Zeichen für die Beanspruchung des Gebiets.
Eine weitere russische Expedition war für den November 2007 geplant.
Mitte September 2007 gab das russische Ministerium für Naturressourcen folgende Pressemitteilung ab: „Am 20. September wurden vorläufige Ergebnisse einer Profilanalyse des Erdkrustenmodells bei der ‚Arktis-2007’-Expedition gewonnen, die bestätigen, dass die Struktur der Kruste des Lomonossow-Rückens den weltweit bekannten Analogien der Kontinentalkruste entspricht und somit Teil des Festlandsockels der Russischen Föderation ist.“
Im Oktober 2014 bestätigte der russische Umweltminister Sergei Donskoi, dass sein Land in der Arktis eine zusätzliche Fläche von ca. 1,2 Millionen Quadratkilometern zur ausschließlichen wirtschaftlichen Nutzung beansprucht. Das Gebiet soll rund fünf Milliarden Tonnen Öl- und Gas-Reserven enthalten.
Zur seerechtlichen Anerkennung seiner Position hat Russland bei der Festlandsockelkommission gemäß Seerechtsübereinkommen (SRÜ) geologische Unterlagen eingereicht. Anfang 2023 hat die Kommission empfohlen, dem russischen Anspruch nicht zu entsprechen, weil die geologischen Voraussetzungen für die Anerkennung als Festlandsockel nicht vorliegen.

### Dänemark und Kanada
Auch dänische Forscher versuchen zu beweisen, dass der Lomonossow-Rücken eine Erweiterung Grönlands ist, wodurch Dänemark Ansprüche auf das Gebiet hätte. Kanada, das ebenfalls Ansprüche angemeldet hat, behauptet aufgrund eigener seismischer und sonarer Messungen, der Rücken sei eine Erweiterung seines eigenen Kontinentalschelfs.
Im Dezember 2014 beantragte Dänemark bei der UNO ein Gebiet von 895.000 Quadratkilometern, um den Lomonossow-Rücken als Erweiterung des Grönland-Sockels und damit als sein Staatsgebiet zu deklarieren, da Dänemark Grönland in internationalen Angelegenheiten vertritt.